# Aralia
Aràlia (Aralia), és un gènere de plantes amb flors de la família de les araliàcies.

## Descripció
Dins d'aquest gènere hi ha arbres (caducifolis i perennes), arbusts, i algunes espècies herbàcies rizomatoses perennes, les grandàries varien des d'algunes que només aconsegueixen 50 cm fins a arbres de més de 20 m d'altura. Fulles bipinnades grans reunides al topall de les branques, de vegades cobertes de barbes. Les flors són blanquinoses o verdoses, sorgeixen en panícules terminals. Els fruits són drupes esfèriques de color porpra fosca, apreciats per les aus.

## Distribució
És natiu d'Àsia i del continent americà, amb moltes espècies de muntanyes boscoses.

## Aprofitament
Les espècies més conreades com a plantes d'interior són Aralia japonica, coneguda com A. sieboldii i com Fatsia japonica, i A. elegantisima.
Els membres d'aquest gènere són aliment de larves d'algunes espècies de lepidòpters incloent a Hemithea aestivaria (maragda comuna).

## Taxonomia
El gènere comprèn 73 espècies acceptades:
| - Aralia apioides Hand.-Mazz. - Aralia armata (Wall. ex G.Don) Seem. - Aralia atropurpurea Franch. - Aralia bahiana J.Wen - Aralia bicrenata Wooton & Standl. - Aralia bipinnata Blanco - Aralia cachemirica Decne. - Aralia caesia Hand.-Mazz. - Aralia californica S.Watson - Aralia castanopsiscola (Hayata) J.Wen - Aralia chinensis L. - Aralia continentalis Kitag. - Aralia cordata Thunb. - Aralia dasyphylla Miq. - Aralia dasyphylloides (Hand.-Mazz.) J.Wen - Aralia debilis J.Wen - Aralia decaisneana Hance - Aralia delavayi J.Wen - Aralia devendrae Pusalkar - Aralia duplex R.Chaves - Aralia echinocaulis Hand.-Mazz. - Aralia elata (Miq.) Seem. - Aralia excelsa (Griseb.) J.Wen - Aralia fargesii Franch. - Aralia ferox Miq. | - Aralia finlaysoniana (Wall. ex G.Don) Seem. - Aralia foliolosa Seem. ex C.B.Clarke - Aralia frodiniana J.Wen - Aralia gigantea J.Wen - Aralia gintungensis C.Y.Wu ex K.M.Feng - Aralia glabra Matsum. - Aralia glabrifoliolata (C.B.Shang) J.Wen - Aralia henryi Harms - Aralia hiepiana J.Wen & Lowry - Aralia hispida Vent. - Aralia humilis Cav. - Aralia hypoglauca (C.J.Qi & T.R.Cao) J.Wen & Y.F.Deng - Aralia indonesica Doweld - Aralia kansuensis G.Hoo - Aralia kingdon-wardii J.Wen, Lowry & Esser - Aralia leschenaultii (DC.) J.Wen - Aralia malabarica Bedd. - Aralia melanocarpa (H.Lév.) Lauener - Aralia merrillii C.B.Shang - Aralia mexicana (C.B.Shang & X.P.Li) Frodin - Aralia montana Blume - Aralia nudicaulis L. - Aralia officinalis Z.Z.Wang - Aralia parasitica (D.Don) Buch.-Ham. ex Bosse - Aralia plumosa H.L.Li | - Aralia racemosa L. - Aralia regeliana Marchal - Aralia rex (Ekman) J.Wen - Aralia scaberula G.Hoo - Aralia scopulorum Brandegee - Aralia searelliana Dunn - Aralia soratensis Marchal - Aralia spinifolia Merr. - Aralia spinosa L. - Aralia stellata (King) J.Wen - Aralia stipulata Franch. - Aralia subcordata (Wall. ex G.Don) J.Wen - Aralia thomsonii Seem. ex C.B.Clarke - Aralia tibetana G.Hoo - Aralia tomentella Franch. - Aralia undulata Hand.-Mazz. - Aralia urticifolia Blume ex Miq. - Aralia verticillata (Dunn) J.Wen - Aralia vietnamensis Ha - Aralia wangshanensis (W.C.Cheng) Y.F.Deng - Aralia warmingiana (Marchal) J.Wen - Aralia wilsonii Harms - Aralia yunnanensis Franch. |